# Аныж, Франта

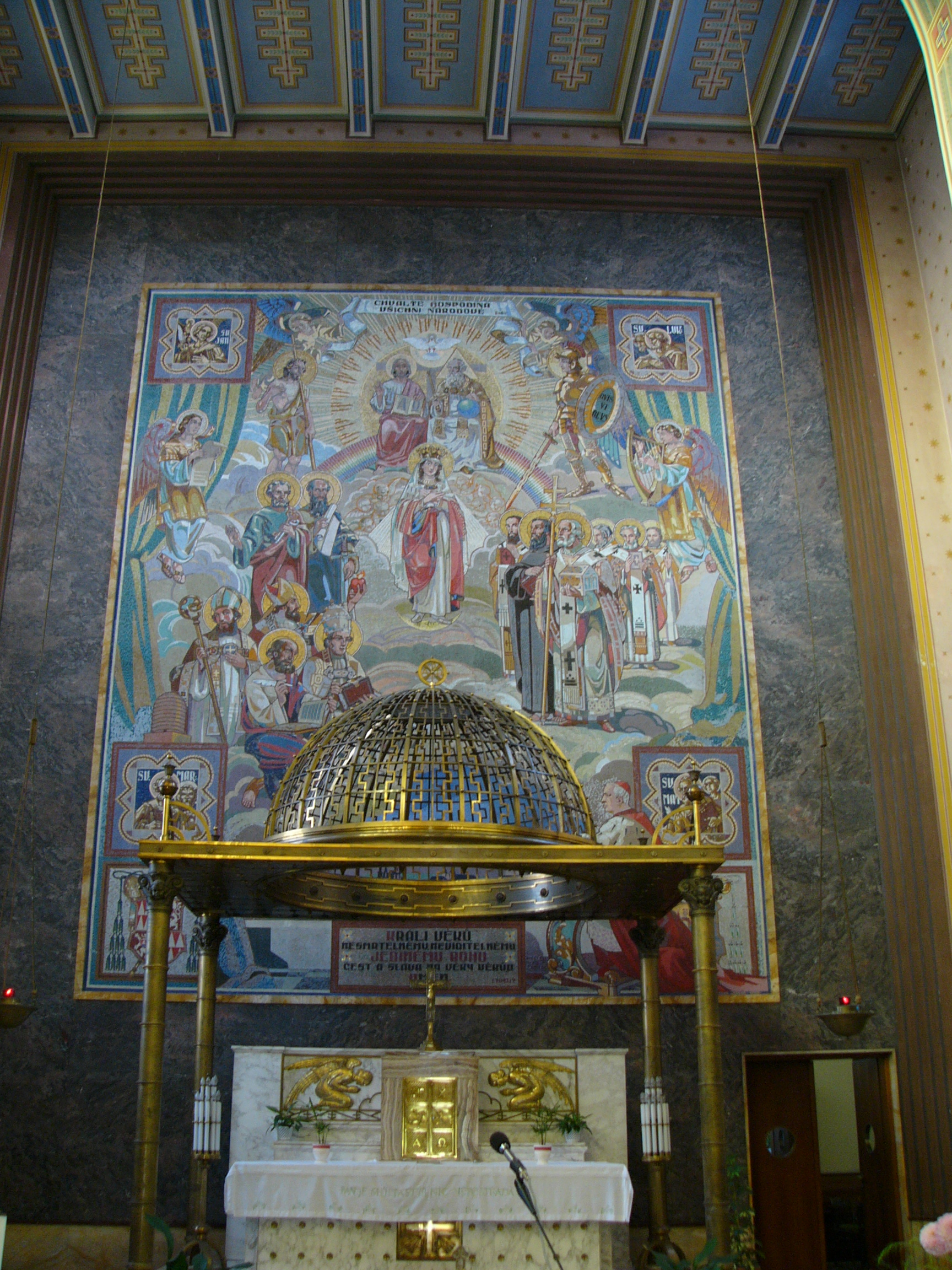
Франта Аниж, среди прочего, является автором металлических элементов главного алтаря Церковь Св. Кирилла и Мефодия (Оломоуц)

Франта (Франтишек) Аныж (чеш. Franta Anýž; 1 февраля 1876 г., Нова-Вес, Заечов, Австро-Венгрия — 8 октября 1934 г. Татранска Полянка, тогда Чехословакия) — чешский резчик по металлу, дизайнер и производитель предметов искусства из металла (в том числе ювелирных изделий и светильников), чеканщик, медальер и предприниматель.

## Биография
Франта Аныж родился в Нове Веси у Рокицан, старший из восьми детей металлурга Франтишека Аныжа и его жены Бенигны, урожденной Черна. Был крещен в приходском доме Сваты Добротивы (сегодня район Заечова). Обучался на моделиста, формовщика и резчика чугуна на металлургическом заводе в Комарове у Хоржович. За свои способности получил рекомендацию в Художественно-промышленное училище (Umprum) в Праге, где учился в 1892—1899, сначала в мастерской профессора Цельды Клоучека, Антона Хельмессена, Эмануэля Кауча, а затем в студии декоративных предметов из металла у Эмануэля Новака.
В образовательной поездке по Германии и Франции он посетил Нюрнберг, Мюнхен и Всемирную выставку в Париже. В 1901 году он женился на Павлине Шнирхове, племяннице скульптора Богуслава Шнирха, которая внесла в дело значительную сумму денег в качестве приданого, а также участвовала в разработке дизайна изделий, особенно осветительных приборов. С 1896 по 1900 год Аныж жил в Рокицанах, где руководил своей мастерской и сотрудничал с металлургическим заводом в Комарове. В 1902 году вместе со своим товарищем по учебе Прокопом Новачеком основал новый завод по производству литых и кованых металлических изделий в Праге. В 1910 году Аныж купил землю для собственного завода в Праге — Голешовице на улице У Пругону 34. Он построил зал с литейным цехом, мастерскими, светотехнической фабрикой, монетным двором для медалей, блях и значков. В 1912 году пристроил и семейный дом. У него было два сына, старший Ярослав Аныж (* 1902) работал в компании своего отца, младший Франтишек (* 1903) начинал там же. Аныж опубликовал свои ранние работы в печатном виде в студенческом альбоме Umprum. После 1918 г. преимущественно выполнял скульптуры и предметы декора по чужим эскизам. В 1896-1913 годах Аныж был членом Союза прикладного искусства Манес. В 1915 году он был призван солдатом на русский фронт, в плену помимо других болезней заразился малярией. По-видимому, он страдал болезнью Грейвса-Базедова.
Зуковский завод был национализирован после Второй мировой войны, работал до 1970-х годов.
Аныж умер в 1934 году. Он был похоронен в семейной усыпальнице на Ольшанском кладбище.

## Работа
Художественно-промышленная работа Аныжа включала как бронзовые памятники, так и латунные и железные решетки, осветительные приборы, арматуру. Он представлен во многих музейных собраниях Праги.

### Монументальные работы — статуи и памятники
- отливка креста с Распятием на Кургане Мира у посёлка Праце возле Славкова
- памятная доска на месте рождения Макса Швабинского в Кромержиже работы Йозефа Шейносты
- бронзовый памятник Яну Амосу Коменскому 1931 года работы Йозефа Аксманна в Кромержиже
- статуя генерала М. Р. Штефаника со львом и чехословацким государственный герб Братиславы
- Памятник президенту Вильсону в Праге (1928 г.), разрушенный нацистами в 1941 г., копия восстановлена в 2008 г.
- модель памятника Яну Жижке, спроектированная Богуславом Шнирхом, 1880 г.
- серебряные и латунные аксессуары для алтарей, подсвечники и чаши для собора св. Вита (например, дарохранительница в капелле св. Вацлава)
- металлические решетки и светильники во французском кафе Общественного дома в Праге
- металлические элементы в интерьерах Adria Palace в Праге.
- металлические элементы в интерьерах замка в Бихорах
- металлические элементы главного алтаря церкви св. Кирилла и Мефодия в Оломоуце

### Малые формы
- рельефные тарелки и таблички по эскизам Станислава Сухарды, Франты Упрки, Богумила Кафки или Франтишека Билека
- светильники, лампы, часто по проекту его жены Павлины Анижовой.
- Новогодние открытки, сувениры и значки для общешкольных посиделок, часто по эскизам Станислава Сухарды.
- стильные украшения в стиле модерн, часто с чешскими гранатами
- столовые приборы и письменные наборы

## Галерея

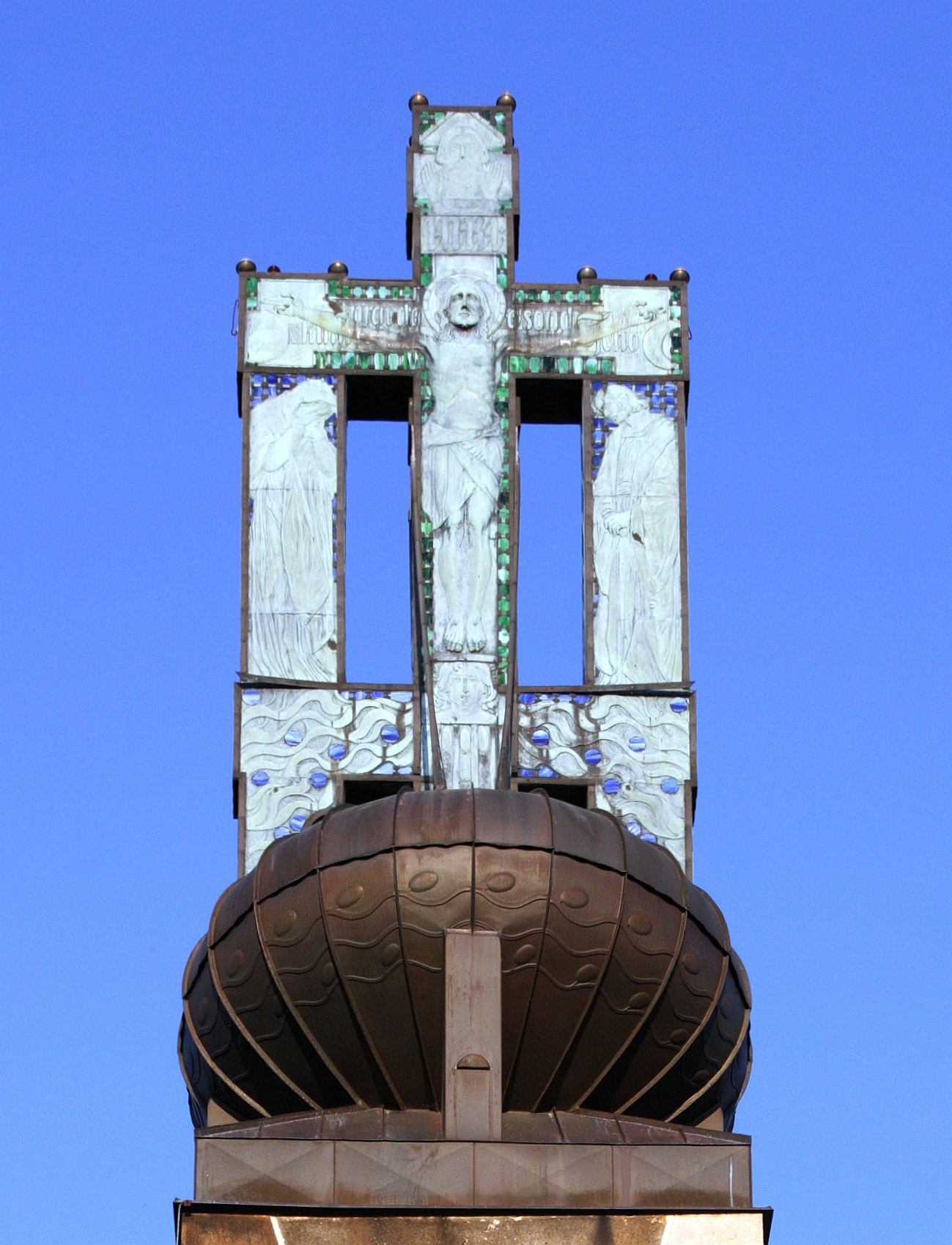
Славянский крест на памятнике погибшим в Аустерлицком сражении Курган мира.
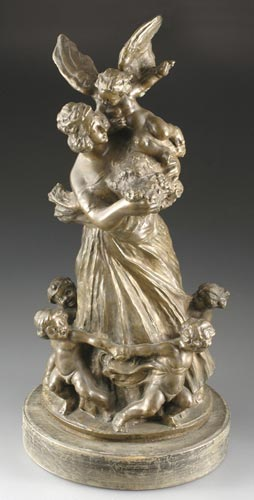
Франта Аныж - бронзовая статуэтка
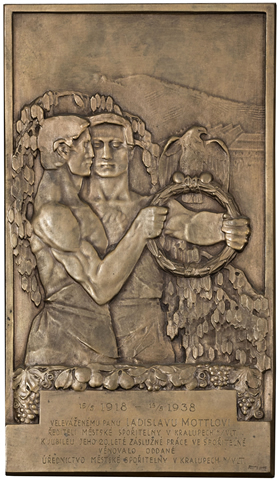
Франта Аныж - бронзовая пластинка
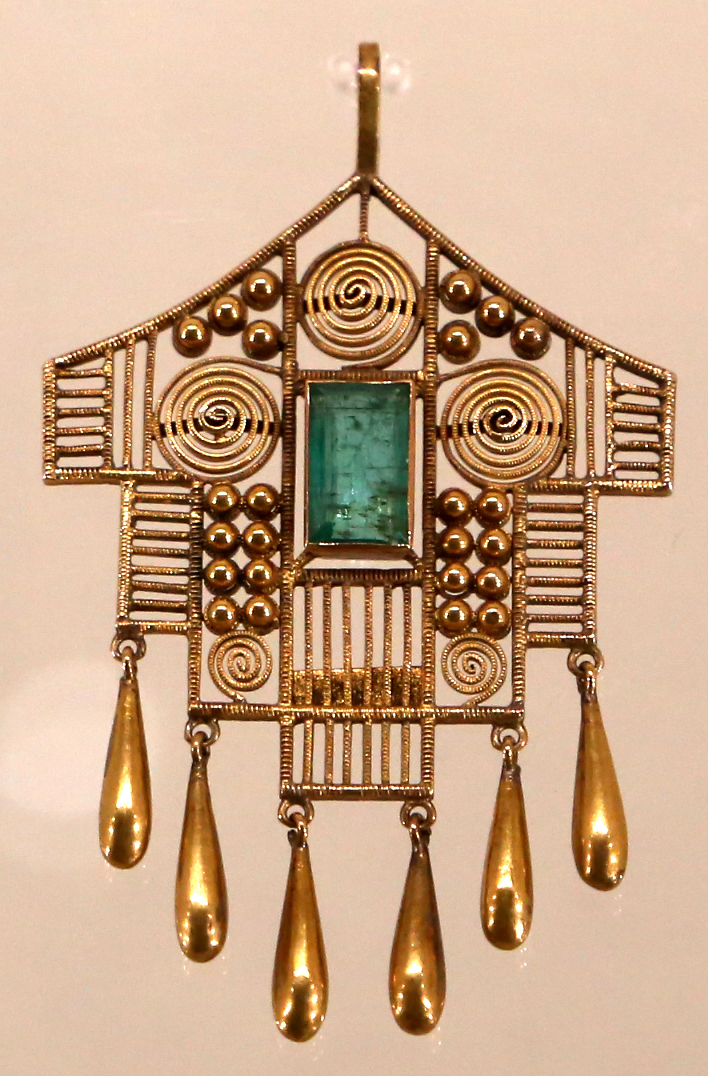
Франта Аныж, подвеска с изумрудом